# Melaloncha nigrita
Melaloncha nigrita är en tvåvingeart som beskrevs av Borgmeier 1959. Melaloncha nigrita ingår i släktet Melaloncha och familjen puckelflugor. Inga underarter finns listade i Catalogue of Life.